# Pristimantis duellmani
Pristimantis duellmani es una especie de anfibio anuro de la familia Craugastoridae.

## Distribución
Esta especie habita entre los 1780 y 2700 m de altitud en la vertiente occidental de la Cordillera Occidental:
- en Ecuador en las provincias de Carchi, Imbabura y Pichincha;
- en Colombia en los departamentos de Nariño y Cauca.[4]

## Descripción
Los machos miden de 24.9 a 36.0 mm y las hembras de 36.6 a 45.8 mm.

## Etimología
Esta especie lleva el nombre en honor a William Edward Duellman.

## Publicación original
- Lynch, 1980 : Two new species of earless frogs allied to Eleutherodactylus surdus (Leptodactylidae) from the Pacific slopes of the Ecuadorian Andes. Proceedings of the Biological Society of Washington, vol. 93, n.º 2, p. 327-338[5]